# 刘新垣
刘新垣（1927年11月7日—）是一位中国分子生物学家。

## 生平
1927年生于湖南衡东。l952年南开大学化学系毕业后在河北医学院任教，l963年中国科学院上海生物化学研究所副博士研究生班毕业，留所工作直到2000年，l983—l984年在美国罗氏分子生物学研究所工作。20O0年以后工作于中国科学院生化与细胞研究所。1991年当选为中国科学院院士（学部委员）。